# Türelmetlenség (film)
A Türelmetlenség (eredeti cím: Intolerance) 1916-ban bemutatott fekete-fehér amerikai némafilm D. W. Griffith rendezésében.

## Készítése

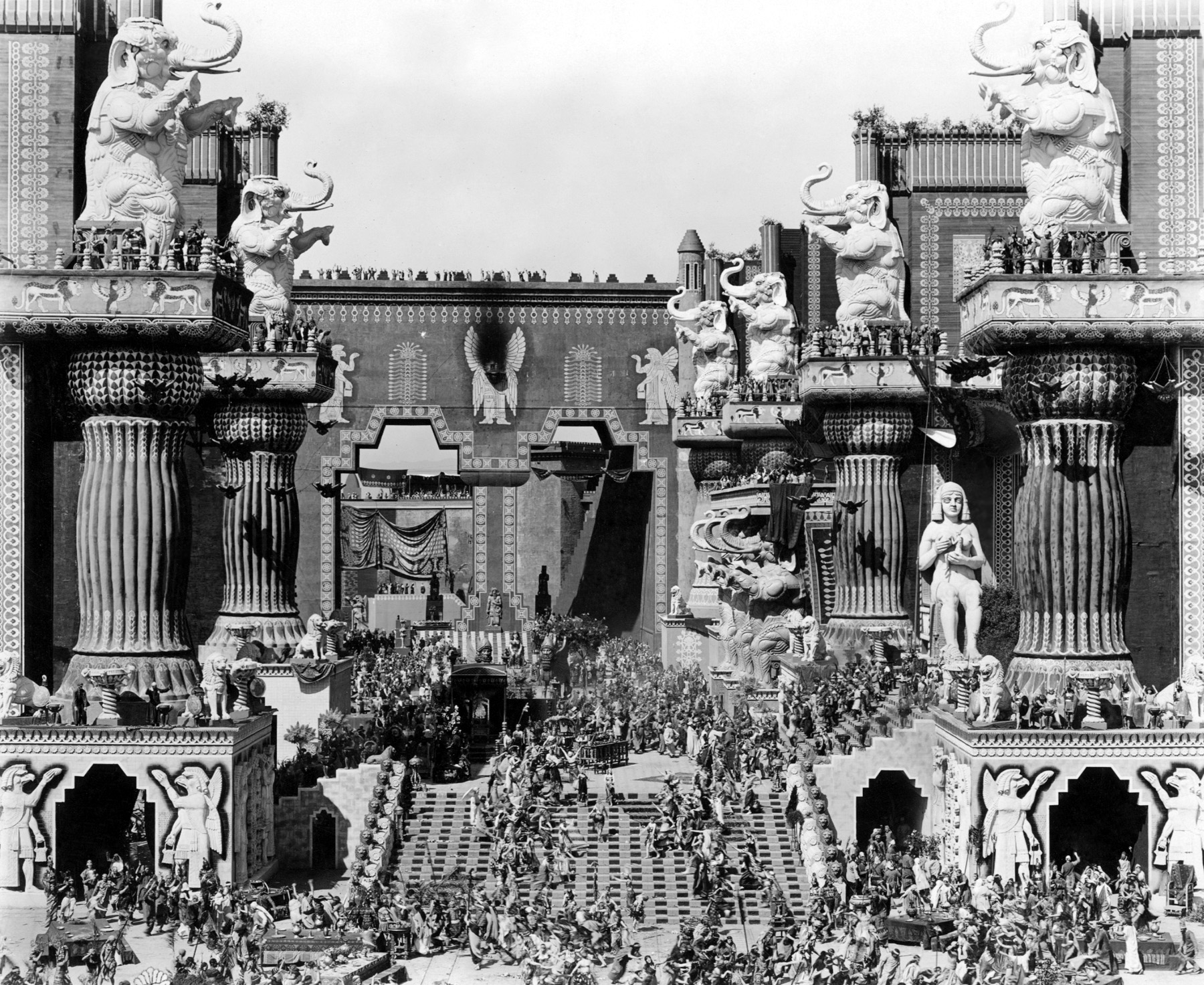
A film babiloni jelenete

Griffith elszánt harcba indult a filmcenzúra ellen, amiben az Egy nemzet születése etnikai ideológiáját ért számos kritika is közrejátszott. Újabb filmjének terveit, az Egy nemzet születése bemutatása utáni hetekben fejezte be. Négy eltérő társadalmi korszakban játszódó történetet állít egymás mellé. Az első epizód Jézus korában játszódik. A következő történet az ősi Babilonban, a királyt elárulják a vallási szekták betiltása miatt, majd Szent Bertalan-éj következik, amiben IX. Károly anyja tanácsára lemészároltatja a francia protestánsokat. Legvégén pedig egy modern történetbe kerülünk, a fiút, akit ártatlanul gyanúsítanak társa meggyilkolásával, az utolsó pillanatban mentik meg szerettei a kivégzéstől.
Griffith az epizódokon belül gyakran alkalmaz izgalmas keresztvágásokat. Ez a forradalmi szerkesztésű mód túl bonyolult volt a korabeli nézőknek, és a film hosszúsága is elriasztó lehetett. Griffith közel 2 millió dollárt fektetett a filmbe, de még csak a töredékét sem sikerült behozni, annak ellenére, hogy később újravágta és két részben is bemutatta Babilon bukása és Az anya és a törvény címeken.
A babiloni rész hatalmas díszleteit 3000 statisztával népesítette be. De a francia rész tömegjelenetei és kosztümjei is horribilis összegeket emésztettek fel. Constance Talmadge különösen megnyerő a hegyi lány szerepében, aki szerelembe esik a balsorsú Belshazzar herceggel a babiloni epizódban.
A türelmetlenség intoleranciáját a tragikus szerelem bemutatásán keresztül vizsgálja, ami érzelmi töltetet kölcsönöz a filmnek. A Türelmetlenség Griffith forgatókönyvírói, rendezői és vágói tehetségének emlékműve.

## Szereplők
- Douglas Fairbanks
- Lillian Gish
- Sam De Grasse
- Mildred Harris
- Robert Harron
- Harold Lockwood
- Wilfred Lucas
- Mae Marsh
- Owen Moore
- Wallace Reid
- Constance Talmadge
- Natalie Talmadge
- Tully Marshall
- Walter Long
- Bessie Love
- Constance Collier
- Miriam Cooper
- Vera Lewis
- Elmer Clifton
- Carmel Myers
- Eugene Pallette